# Léon Cantave
Léon Cantave (4 de julio de 1910-16 de febrero de 1967) fue un militar haitiano que sirvió como Jefe del Ejército entre 1956 y 1957, desempeñando un papel importante en los eventos preduvalieristas.

## Biografía
Nacido en Mirebalais, ingresó muy joven a la carrera militar. Como militar, Cantave fue una de las voces que se opuso a los planes prorroguistas del presidente Paul Magloire, cuyo mandato debía finalizar el 6 de diciembre de 1956. Su actitud fue calificada de "incitación a la rebelión" y motivó su arresto. El 13 de diciembre, tras la caída de Magloire debido a una huelga general y su liberación, Cantave fue elevado por el nuevo presidente Joseph Nemours Pierre-Louis a los cargos de general de brigada y Jefe del Ejército en reemplazo de Antoine Levelt. Como Jefe del Ejército, Cantave abogó públicamente por la neutralidad política dentro de las Fuerzas Armadas.
A principios de 1957, estalló una huelga general contra el gobierno de Pierre-Louis, que provocó la renuncia del presidente Pierre-Louis el 3 de febrero. El general Cantave declaró neutralidad respecto a la huelga, sus soldados no dispararon un solo tiro contra la multitud. Informado de la renuncia de Pierre-Louis, Cantave llamó a los 7 candidatos presidenciales al Cuartel General para informarles de la situación. Después de interminables debates, el 7 de febrero el Parlamento haitiano eligió como presidente provisional a Franck Sylvain, uno de los candidatos declarados.
El 2 de abril, Cantave forzó la dimisión del presidente Franck Sylvain y lo puso bajo arresto domiciliario en un golpe de Estado, alegando que Sylvain era cómplice de la agitación civil y el escándalo de las bombas. Cantave ahora tenía el poder en sus manos, pero decidió que la crisis debía ser resuelta por los civiles. El 6 de abril, Cantave creó el Consejo Ejecutivo de Gobierno (CEG), un gobierno colegiado formado por representantes nombrados por los candidatos presidenciales.
Después de que el Consejo Ejecutivo ordenara su destitución en favor del jefe de policía Pierre Armand como jefe del ejército, Cantave usurpó de nuevo el poder el 20 de mayo, proclamando la disolución del CEG. Esto llevó a un clima de guerra civil que casi se materializó el 25 de mayo, cuando hubo una batalla entre los partidarios de Cantave y Armand. Tras un acuerdo, el ejército entregó la presidencia a Daniel Fignolé. Tanto Cantave como Armand presentaron sus dimisiones y Antonio Thrasybule Kébreau fue nombrado nuevo jefe del ejército. Bajo la presidencia de François Duvalier, el general Cantave se vio obligado a retirarse del ejército.
En julio de 1963, junto al teniente coronel René Léon, lanzó un intento de derrocar al dictador François Duvalier, desde la frontera de la República Dominicana. El 7 de agosto de 1963 se produjo el asedio de Puerto Príncipe, donde el presidente Duvalier se escondía en su palacio presidencial. A lo largo de varias semanas, libró varias batallas con el ejército haitiano hasta que finalmente sufrió una dura derrota el 22 de septiembre de 1963, en un intento de capturar el cuartel de Ouanaminthe. Tres días después, se produjo un golpe militar contra el presidente dominicano Juan Bosch, al que sucedió una junta militar. Cantave fue detenido por la junta dominicana, pero finalmente se le permitió exiliarse. Cantave murió exiliado en Francia el 16 de febrero de 1967.